# Duyang, Guangdong
Duyang (kinesiska: 都杨) är en köping i sydöstra Kina. Den ligger i stadsdistriktet Yun'an i staden Yunfu i provinsen Guangdong,  omkring 110 kilometer väster om provinshuvudstaden Guangzhou. Antalet invånare är 32 934. Befolkningen består av 15 806 kvinnor och 17 128 män. Barn under 15 år utgör 21,0 %, vuxna 15-64 år 66 %, och äldre över 65 år 12,0 %.